# ナンヨウカイワリ
ナンヨウカイワリ(学名:Carangoides orthogrammus)は広い生息域をもつアジ科の外洋性海水魚である。インド洋から太平洋の熱帯域に広く分布し、分布域は西はインド洋西部のモザンビークやセーシェル、東はハワイやレビジャヒヘド諸島といった太平洋の東部、中央部にまで広がっている。大陸棚でみられるのは稀で、外洋の島のラグーンや岩礁、サンゴ礁でみられる。比較的大型の種で、最大で全長75cm、体重6.6kgに達した記録がある。細かい解剖学的特徴のほか、黄色の斑点などで他種から区別することができる。しばしば小さな群れをつくり、様々な小魚や甲殻類を捕食する。漁業における重要性は生息域の全域においてそれほど高くはないが、トロール漁や延縄漁、その他様々な方法による沿岸漁業で漁獲され、鮮魚や塩漬けとして販売される。

## 分類と命名
ナンヨウカイワリはスズキ目アジ科のヨロイアジ属(Carangoides)に分類される。
本種は1881年に、レビジャヒヘド諸島から得られた標本をホロタイプとして、二人のアメリカの魚類学者デイビッド・スター・ジョーダンとCharles Henry Gilbertによってはじめて記載された。彼らは本種をCaranx orthogrammusと命名しギンガメアジ属(Caranx)に分類したが、のちにアジ科魚類の分類について再検討がなされた際、本種はヨロイアジ属(Carangoides)に移動された。本種は独立に複数回再記載され、他の種の亜種として記載されたことも二度あった。John Treadwell Nicholsは本種をC. ferdau jordaniとして記載し、クロヒラアジ(C. ferdau)の亜種とした。のちにこの学名は独立した種C. jordaniに移行された。アンダマンアジ(C. gymnostethoides)の亜種として記載されたこともあった。その他、C. nitidusとしても記載されている。本種は現在では独立した種として認められており、亜種としての学名、およびC. orthogrammus以降の全ての後行シノニムは国際動物命名規約に基づき無効とされている。英名は本種が外洋性であることに由来する"Island trevally"で、種小名の"orthogrammus"はギリシャ語で「真っすぐな線の」という意味である。

## 形態

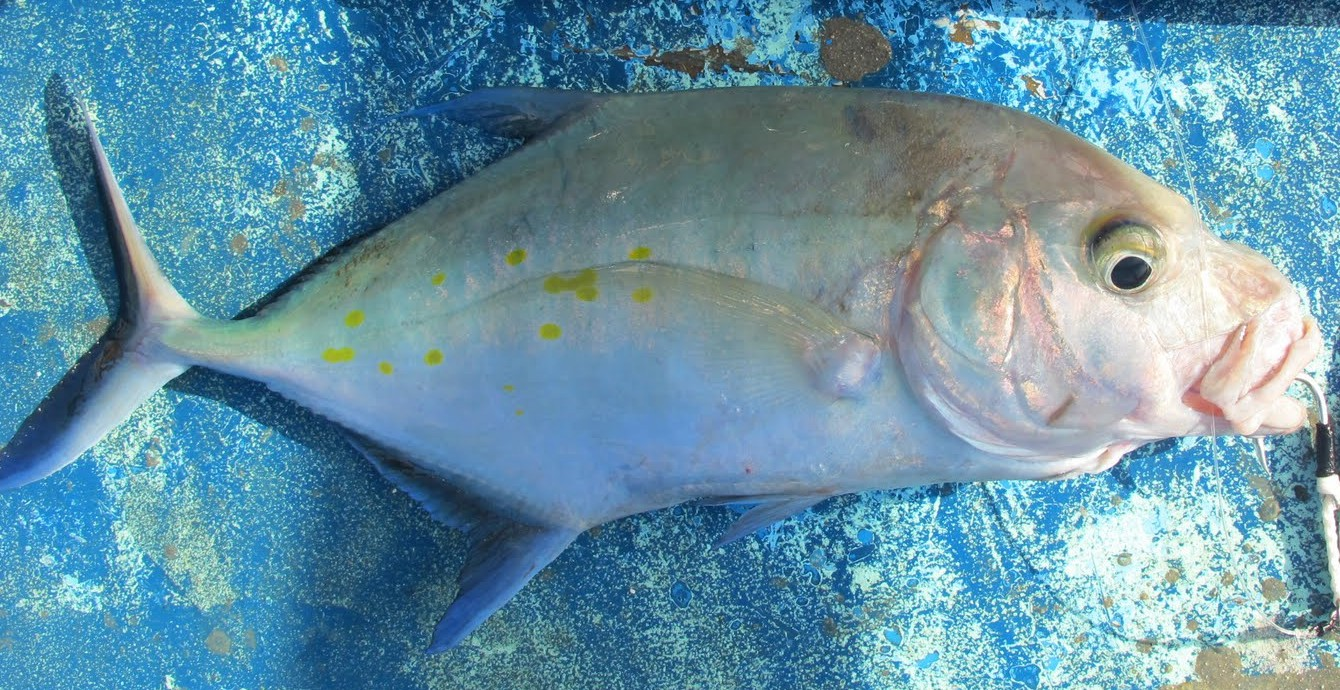
厚い唇は本種の特徴である

比較的大型の種であり、最大で全長75cm、体重6.61kgに達した記録がある。クロヒラアジと非常によく似る。しかし本種にはよく目立つ黄色の斑点がある一方、クロヒラアジは斑点はもつが目立たないため、両種は簡単に識別できる。本種は側偏した楕円形の体型をもち、背側の輪郭が腹側の輪郭よりもふくらんでいる。吻はふつうわずかに丸みを帯びる。背鰭は2つの部分に分かれており、第一背鰭は8本の棘条を、第二背鰭は1本の棘条とそれに続く28本から31本の軟条をもつ。第二背鰭の伸長部は若魚ではやや鎌状になるが、その長さは頭部の長さよりは短い。臀鰭には前方に2本の棘条が遊離して存在し、その後方に1本の棘条とそれに続く24本から26本の軟条が存在する。腹鰭には1本の棘条とそれに付属する21本から22本の軟条がある。側線は前方でごくわずかに湾曲しており、直線部と曲線部の交点は背鰭の15番目から19番目の軟条の下部に存在する。側線曲線部には96から106の鱗が、一方直線部には20から30の鱗と21から28の稜鱗（アジ亜科に特有の鱗）が存在する。胸部の腹鰭基部までの領域には鱗が無いが、その中でも腹鰭前方部にはしばしば鱗のある小さな領域が存在する。この鱗の無い領域の後方部は、胸鰭基部にある鱗の無い領域と、一本の鱗の帯によって隔てられている。成魚では唇がかなり厚い。両顎には幅の狭い絨毛状歯からなる歯列が存在するが、これは加齢に伴い退化する。鰓篩数は28から32、椎骨数は24である。
ナンヨウカイワリは背部では白味がかった青緑色で、腹部ではより銀白色を帯びる。成魚では体側面中央部に、比較的大きい楕円形で黄色から黄銅色の斑点がいくつか散在する。9本か10本の暗色で垂直の帯が頭部から尾柄部にかけて存在することがある。背鰭軟条部、臀鰭、尾鰭は白味を帯びて、鮮やかな青色または茶色がかった青色であり、他の鰭は白味を帯びた緑色あるいは無色透明である。

## 分布

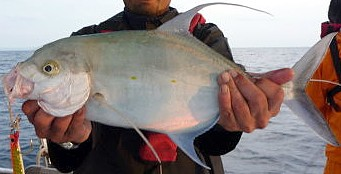
釣り上げられた個体

インド洋と太平洋の熱帯・亜熱帯域に外洋を中心に広く分布する。インド洋ではアフリカ東海岸のモザンビークから、北方のアデン湾にかけて生息するが、より北方のインドやスリランカからは記録がない。生息域はインド洋東部の東南アジア、インドネシア、オーストラリア北部にも広がる。太平洋では、台湾、日本、ハワイ、レビジャヒヘド諸島、メキシコ、そして多くの中央太平洋の島々に生息する。
日本においては太平洋側では東北以南、日本海側では北陸以南の南日本、小笠原諸島、琉球列島でみられる。2000年には青森県大畑から、2005年には秋田県男鹿からも報告がある。
大陸棚ではあまりみられず、主に火山活動や大陸からの分離で生じた外洋の島でよくみられる。岩礁やサンゴ礁、浜辺、ラグーン、エスチュアリーなどさまざまな地形のもとでみられる。水深3mから168mまでの海域で記録がある。ハワイでは湾内よりもむしろ沖の方でよくみられる。これはおそらく湾内の方が他種との競争が激しいためである。他の多くのアジ科の種と同様、人工漁礁によく集まることが知られている。

## 生態
単独で行動することも、小さな群れを形成することもある。群れを作って移動しているときは、一時的に、本種がその地域のバイオマスの多大な割合を占めることがしばしばある。
本種は主に小型の魚や甲殻類を捕食し、詳しい食性は地域によって異なることが研究により分かっている。ニューカレドニアで行われた調査では、捕食した生物のうち魚類が98％で、エビとカニについては1％に過ぎなかったが、ハワイで行われた大規模な研究では64.7％が甲殻類、32.2％がカサゴ目の底生魚やハゼを含む魚類で、頭足類も割合にして2％捕食していた。ハワイでの研究では、その地域に住む主要なアジ科魚類は、種間競争を避けるために食性を変えていると考えられた。本種は逆にイルカなどによって捕食されることがある。
繁殖と成長については研究はあまり進んでおらず、ソロモン諸島において繁殖期が5月ごろと推測されている程度である。

## 人間との関係
本種は生息域全域において漁業における重要性はそれほど高くはないが、しばしば延縄やトロールなど様々な漁法で漁獲される。日本でも伊豆半島、紀伊半島、沖縄などで漁獲される。沖縄では他のいくつかのアジ科魚類と区別せず「ガーラ」と呼ばれ流通している。一般には混獲のみによって漁獲され、漁業の主対象となる魚に比べて漁獲量はきわめて少ないのが普通である。ほとんどの地域で漁獲量の統計はない。 鮮魚や干物、塩漬けの状態で販売され、美味とされる。日本では刺身や塩焼き、汁物、煮物などにされる。釣りの対象になることもあるが、磯のメジナ釣りなど、他の魚を主対象にした釣りで外道として釣れることが多く、専門に狙われることは少ない。